# Баньоне
Баньоне (італ. Bagnone) — муніципалітет в Італії, у регіоні Тоскана,  провінція Масса-Каррара.
Баньоне розташоване на відстані близько 340 км на північний захід від Рима, 125 км на північний захід від Флоренції, 36 км на північний захід від Масси.

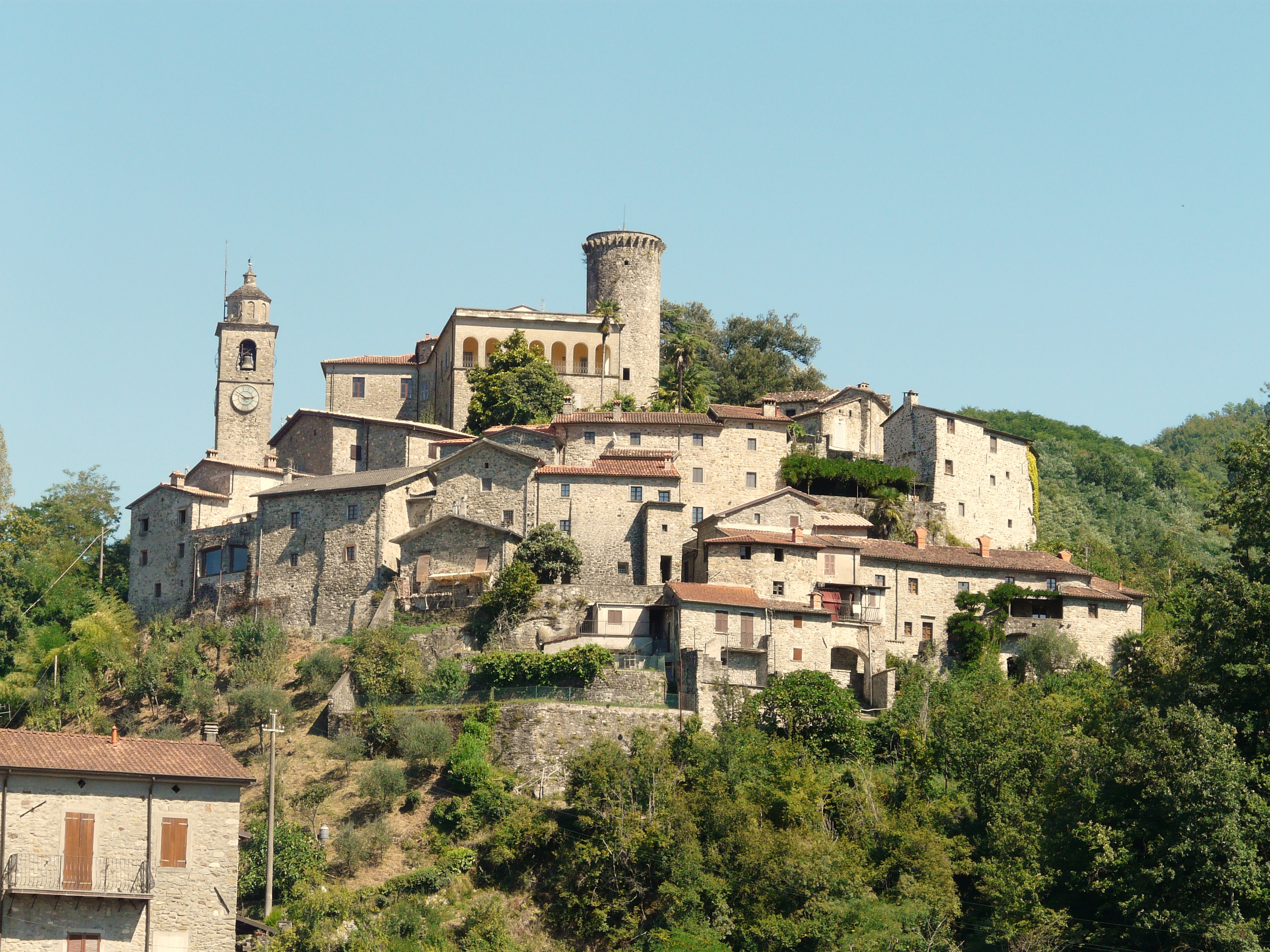

Населення — 1883 особи (2014).

## Демографія
Населення за роками:

Станом на 1 січня 2023 року в муніципалітеті офіційно проживало 135 іноземців з 24 країн, серед них 66 громадян країн Євросоюзу.

## Сусідні муніципалітети
- Корнільйо
- Філаттієра
- Ліччана-Нарді
- Монкьо-делле-Корті
- Віллафранка-ін-Луніджана